# ربنیتسا (استان اشوی‌داشکسیه)
ربنیتسا (به لهستانی: Rybnica) یک منطقهٔ مسکونی در لهستان است که در گمینا کلیمونتوو واقع شده‌است. ربنیتسا ۹۰ نفر جمعیت دارد.